# Dünsberg

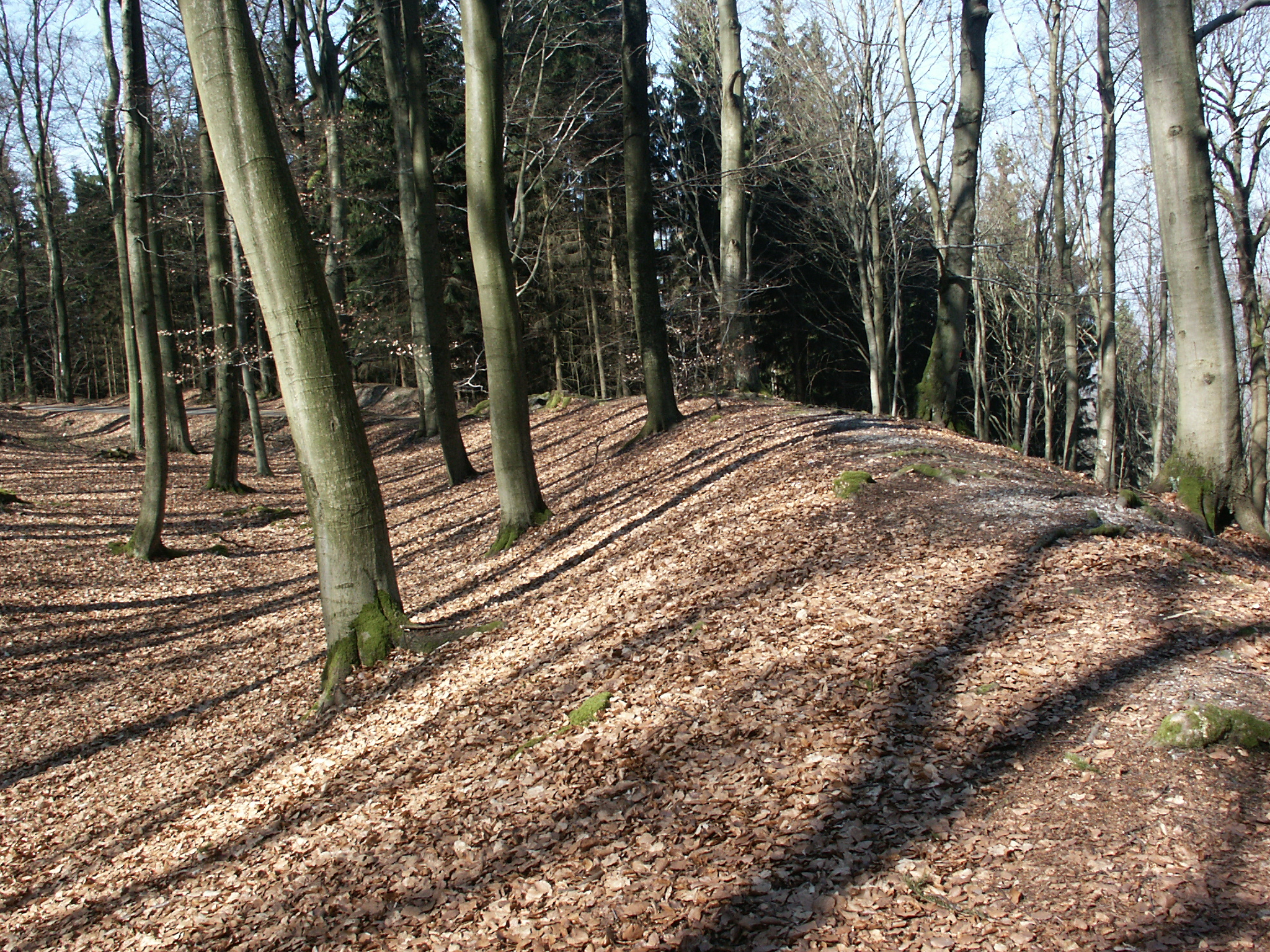
Ringwallanlage Dünsberg auf dem früher von Kelten besiedelten Dünsberg

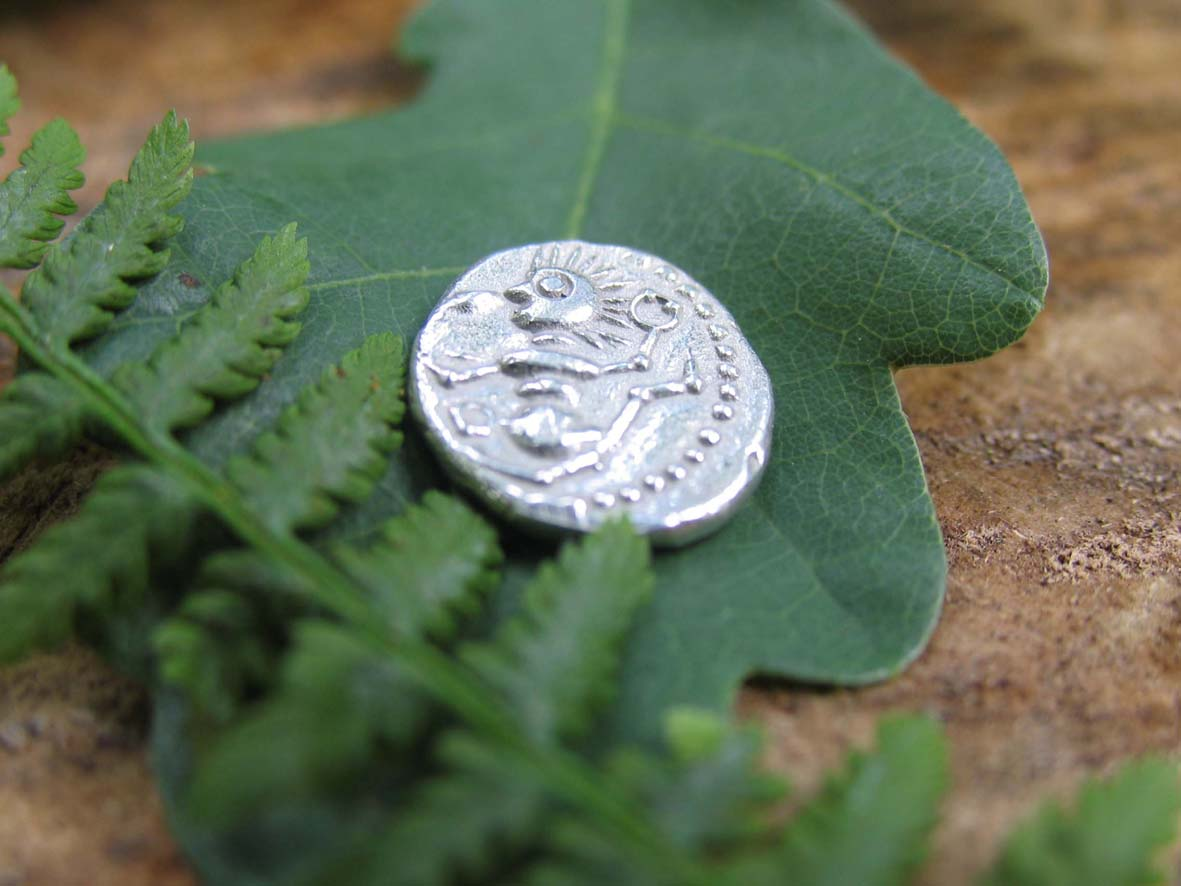
Dünsbergfund: keltische Silbermünze

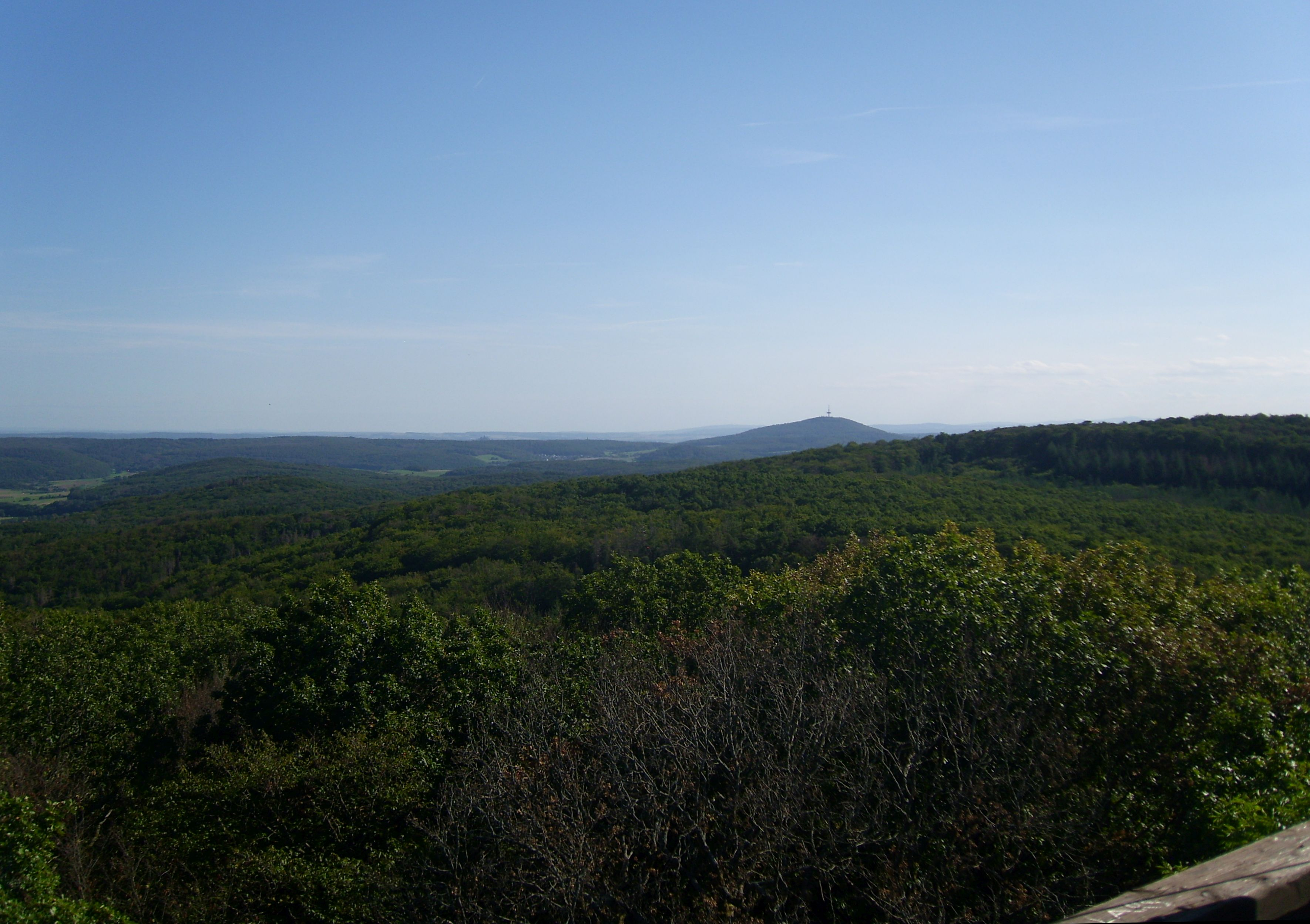
Sicht vom Koppeturm nach Süden mit Blick auf den Dünsberg, dahinter links der Steinkopf im Taunus

Der Dünsberg ist mit 497,7 m ü. NHN der höchste Berg in der Umgebung von Gießen und Wetzlar. Er liegt bei Fellingshausen im hessischen Landkreis Gießen. Auf ihm befinden sich Reste der Ringwallanlage Dünsberg, der Dünsbergturm und der Fernmeldeturm Dünsberg.

## Geographie

### Lage
Der Dünsberg erhebt sich im Südosten des Gladenbacher Berglandes. Sein Gipfel liegt 1,5 km nordwestlich des Biebertaler Ortsteils Fellingshausen, 9,7 km nordwestlich der Kernstadt von Gießen und 12 km nordöstlich jener von Wetzlar. Flächenmäßig gehört der größte Bergteil zum Biebertaler Ortsteil Königsberg, der sich 3,2 km (jeweils Luftlinie) westsüdwestlich des Berggipfels ausbreitet. Der Biebertaler Kernort Rodheim-Bieber liegt südlich des Berges; nordnordwestlich befindet sich Frankenbach und nordnordöstlich Krumbach.
Die Dominanz des stark bewaldeten Dünsbergs gegenüber dem Schönscheid (498 m) im Höhenzug Zollbuche (502,4 m) beträgt 14 km.

### Naturräumliche Zuordnung
Der Dünsberg bildet in der naturräumlichen Haupteinheitengruppe Westerwald (Nr. 32) – nahe dem Südostrand der Haupteinheit Gladenbacher Bergland (320), in der Untereinheit Lahn-Dill-Bergland (320.0) und im Naturraum Krofdorf-Königsberger Forst (320.05) gelegen – eine inselartige Erhebung in ansonsten flachwelliger Landschaft, eine Singularität 4. bis 7. Ordnung.

### Fließgewässer
Durch das direkt westlich des Dünsberges gelegene Tal fließt der Dünsbergbach als linker Quellbach der Bieber, in welche die auf der Ostflanke des Berges entspringende Kehlbach mündet. Die Bieber fließt in Richtung Südsüdosten in die Lahn, die in weitem Bogen südöstlich und südwestlich des Berges durch Gießen und Wetzlar verläuft.
Am nördlichen Hang entspringt der Krumbach, der nach Nordosten durch den gleichnamigen Ort fließt und in die Vers mündet, die schließlich der Salzböde zufließt.

## Geologie
Der kegelförmige Dünsberg besteht überwiegend aus Radiolarit (auch Kieselschiefer genannt), das im Karbon vor etwa 360 bis 300 Millionen Jahren entstand.

## Schutzgebiete
Westlich vorbei am Dünsberg ziehen sich im Dünsbergbachtal Teile des Landschaftsschutzgebiets Auenverbund Lahn-Dill (CDDA-Nr. 378403; 1996 ausgewiesen; 67,2893 km² groß). Bis auf die Südwestflanke des Berges mit dortigem Forsthaus am Dünsberg reichen Teile des sich durch dasselbe Bachtal ziehenden Fauna-Flora-Habitat-Gebiets Grünland und Wälder zwischen Frankenbach und Heuchelheim (FFH-Nr. 5317-305; 4,9973 km²).

## Geschichte
Auf dem Südhang des Dünsberges befinden sich Grabhügel mit Funden aus dem Neolithikum und der Bronzezeit. Daher ist eine Besiedlung bereits in der vorkeltischen Epoche wahrscheinlich. Systematische Befestigungen der Kuppe sind seit der Urnenfeldzeit (8. Jahrhundert v. Chr.) nachweisbar.
Während des Siebenjährigen Krieges wurde, Herbst 1759 oder März 1761, von französischen Truppen auf dem Dünsberg eine Schanze errichtet.
Die Gemarkung gehörte bis zum 1. Januar 1977 zum Altkreis Wetzlar; zuvor von 1867 bis 1932 zum ehemaligen Landkreis Biedenkopf, zum Hessischen Hinterland.

### Keltisches Oppidum
Die auf dem Berg befindliche keltische Ringwallanlage Dünsberg erreichte während der La-Tène-Zeit (etwa 3. Jahrhundert v. Chr.) die höchste Blüte. Von der Siedlung (Oppidum) zeugen noch heute drei konzentrische Ringwälle als Reste. Die Ringe erreichen eine Höhe bis zu 10 Meter. Der äußere Ring umschließt ein Areal von 90 Hektar. Schätzungen gehen von bis zu 2000 Einwohnern aus. Durch Nutzung regionaler Eisenvorkommen erreichte der Ort eine wirtschaftliche Blüte. Im Verlauf der Drusus-Feldzüge (12 bis 8 v. Chr.) wurde die Anlage von den Römern erobert. Der Dünsberg ist ein Fundort ubischer Münzen. Im 1. Jahrhundert n. Chr. setzte der Niedergang der Siedlung ein. Die genauen Gründe sind unbekannt.

### Alamannische Höhensiedlung
Nach dem Ende der Keltensiedlung wurde der Dünsberg wegen seiner strategisch günstigen Lage dennoch weiter als befestigter Ort genutzt. So sind Waffenfunde aus dem 5. Jahrhundert bekannt. Funde am Osthang des Berges werden als Reste einer alamannischen Burg des 4. oder 5. Jahrhunderts angesehen. Zu dieser Zeit hatte höchstwahrscheinlich ein alamannischer regulus, ein Kleinkönig, seinen Sitz auf dem Berg. 
Aus der Merowingerzeit sind ebenfalls Funde vom Dünsberg überliefert.

### Frühgeschichtlicher Höhenweg
Direkt am Dünsberg vorbei zog einst ein vermutlich schon frühgeschichtlicher Höhenweg, aus südlicher Richtung kommend - vom Glauberg oder vom Schiffenberg (heute Gießen)? -, der auf der „Lahn-Dill-Wasserscheide“ bzw. Aar (Dill)-Salzböde-Wasserscheide weiter zur Angelburg (Keltensiedlung) führte, einem bedeutenden Kreuzungspunkt frühgeschichtlicher und mittelalterlicher Fernwege im Schelderwald. 
Bei der Angelburg befand sich auch ein vorchristliches (keltisches?) Naturheiligtum als zentrale Kultstätte, die heutigen Wilhelmsteine. Der Weg hieß später Westfalenweg, weil man über ihn nach Westfalen gelangen konnte. Ab Gießen bis zur Zollbuche hat die heutige Landesstraße 3047 seine Nachfolge angetreten. Sie verläuft nahezu auf der gleichen Trasse. Ab der Einmündung der L 3047 in die Bundesstraße 255 bei der Zollbuche zieht die Trasse nordwestlich weiter als Forstweg auf der Aar-Salzböde-Wasserscheide über den Günteroder Sattel, westlich an Hartenrod und Schlierbach vorbei bis in den Schelderwald zu den Wilhelmsteinen.

## Türme
Auf dem Gipfelbereich des Dünsbergs stehen nahe beieinander zwei Türme:

### Dünsbergturm
Der 1899 errichtete Dünsbergturm ist ein gemauerter Aussichtsturm mit daran angegliederter Gaststätte. Er war ursprünglich etwa 14 m hoch. 1934 wurde er um 4 m erhöht und zum Schutz mit einer hölzernen Haube versehen, 1987 folgte eine weitere Erhöhung auf 24 m. Im Innern des Turms steht ein historischer Vermessungsstein, der ein Eckpunkt der mitteleuropäischen Gradmessung 1867 war. Die Aussicht vom Turm reicht unter anderem bis zum Kellerwald (Nordnordosten), Knüllgebirge (Nordosten), Vogelsberg (Ostsüdosten), Taunus (Südwesten) und Westerwald (Westsüdwesten).

### Fernmeldeturm Dünsberg
Bereits von 1964 bis 1966 wurde auf dem Dünsberg ein Stahlgitterturm erbaut. Dieser wurde von 1974 bis 1978 von der Deutschen Bundespost durch den 108 m hohen Fernmeldeturm Dünsberg ersetzt. Das markante Bauwerk ist weithin sichtbar.

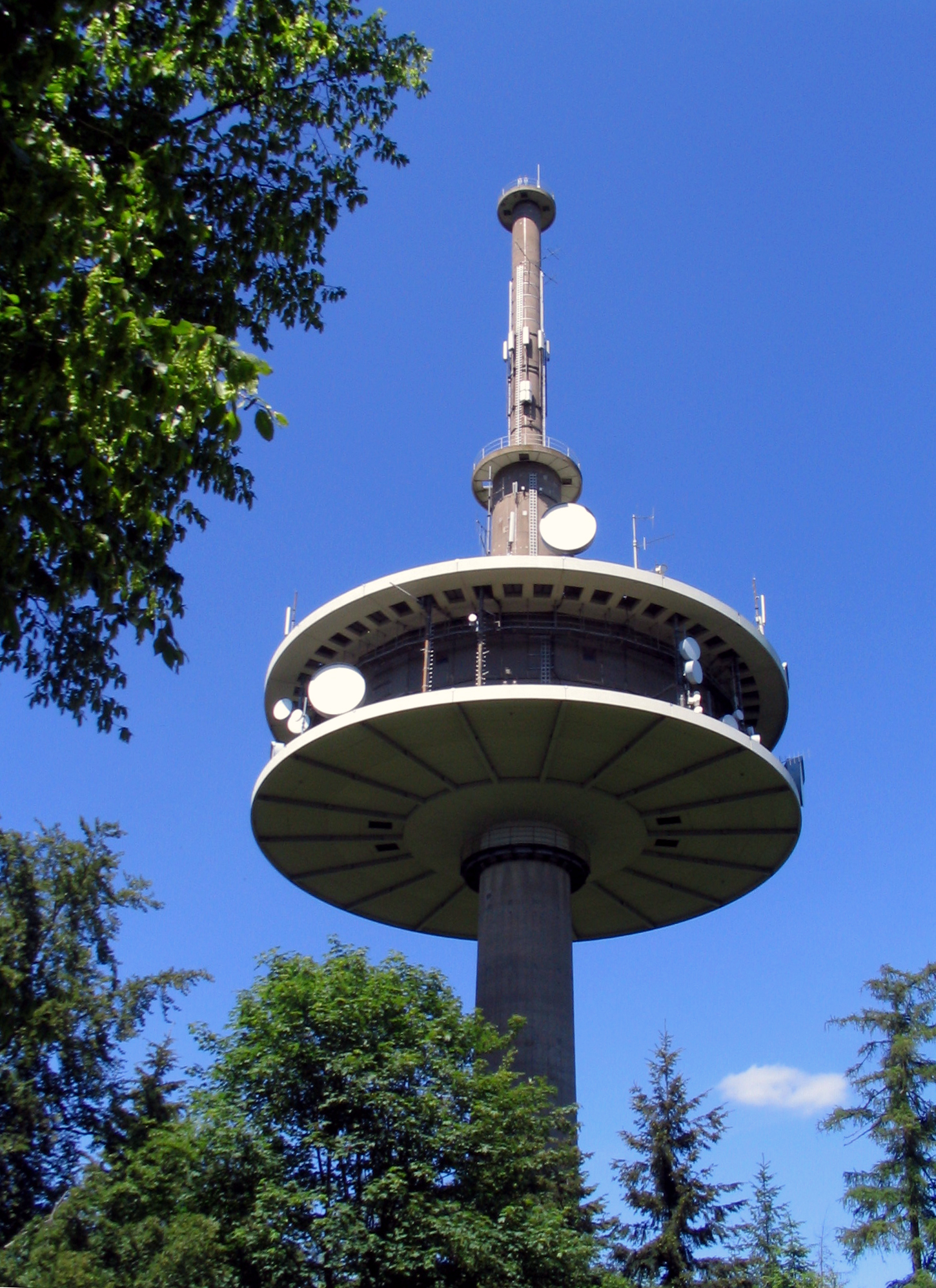
Der Fernmeldeturm auf dem Dünsberg
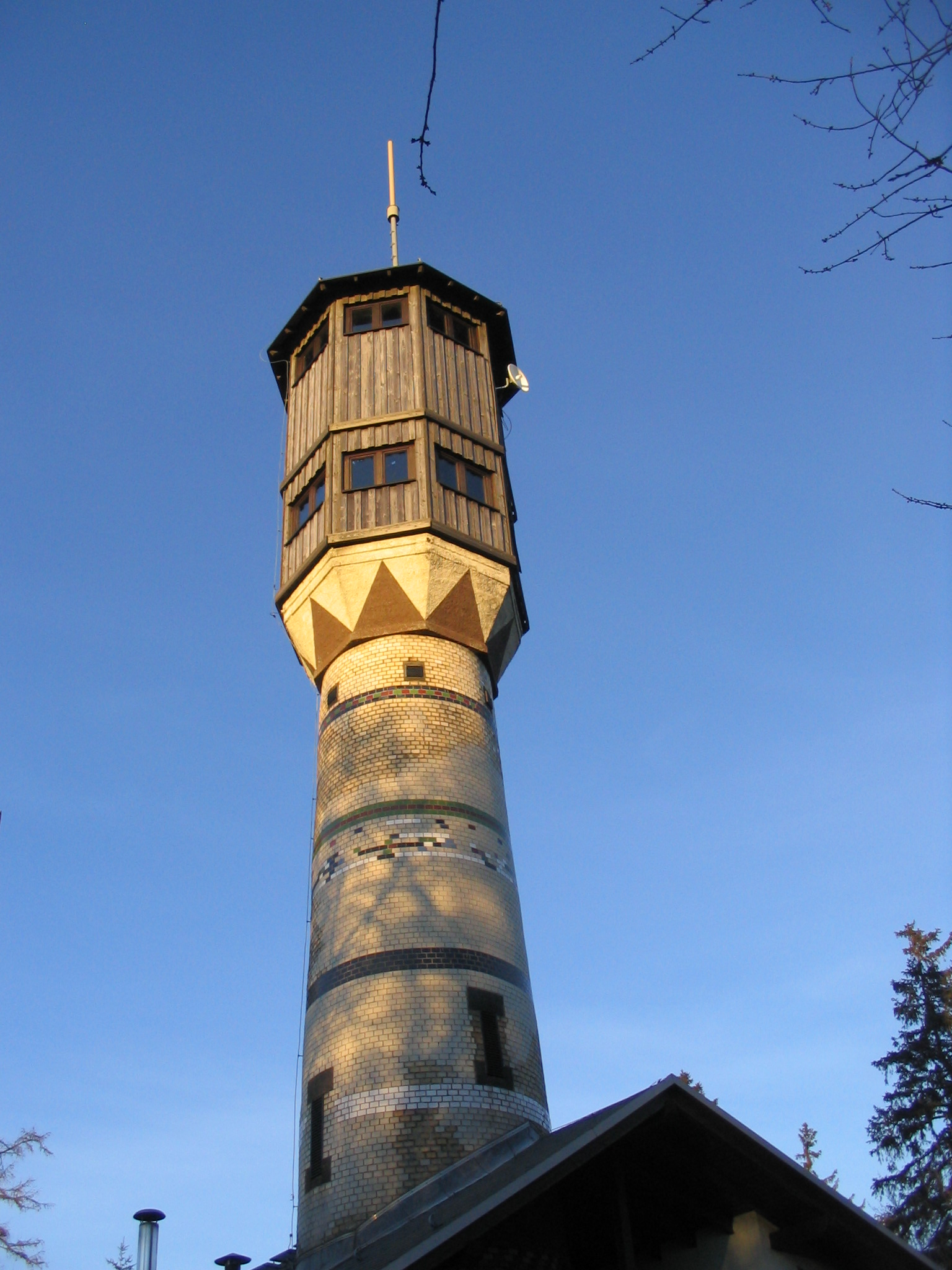
Dünsbergturm (2008)
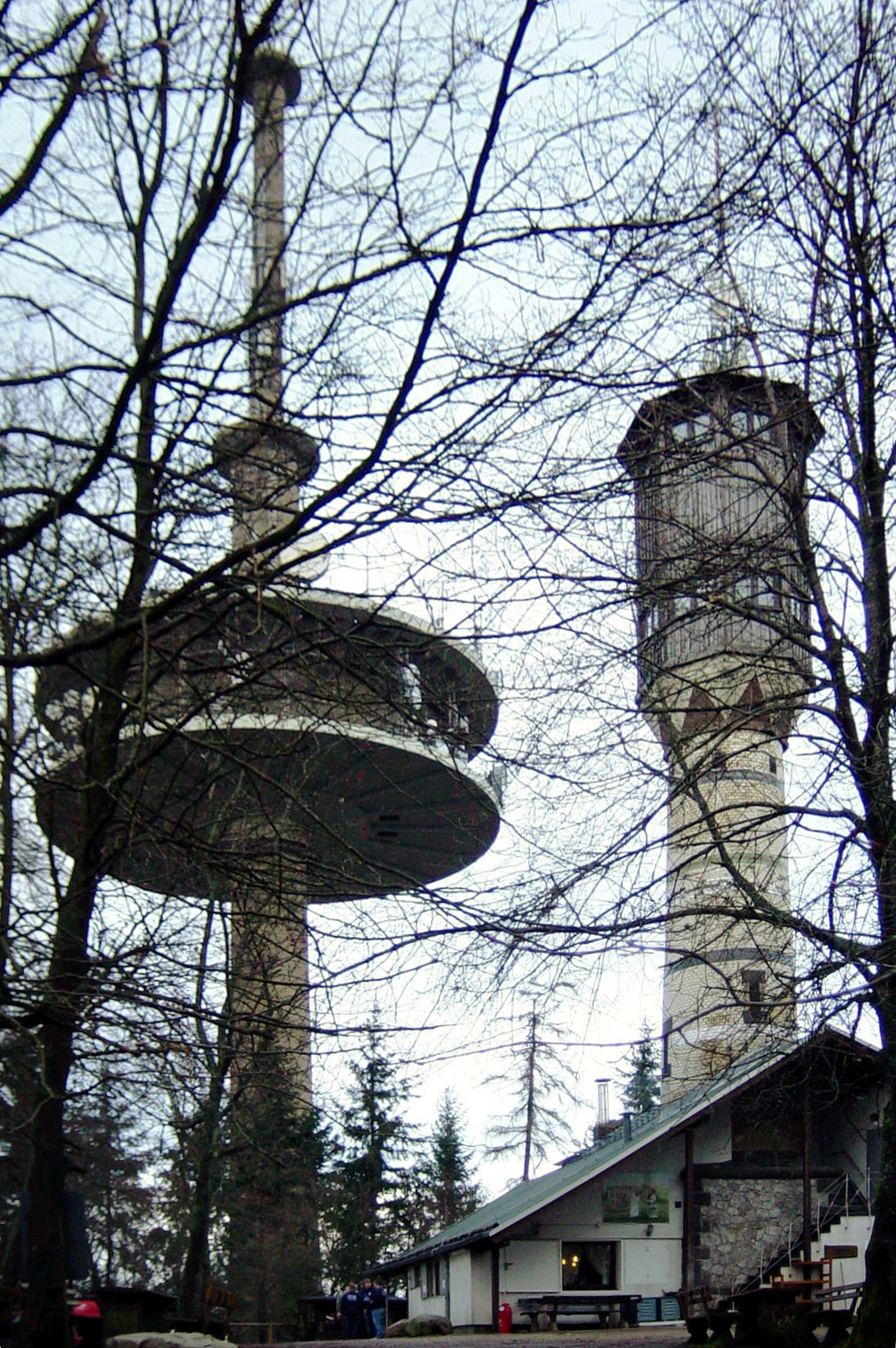
Fernmelde- und Aussichtsturm
Aussichtsturm (1904)

## Sehenswertes
Der Dünsberg ist sowohl als Landschafts- als auch als Kulturdenkmal von Bedeutung: In der Gemeindeverwaltung in Rodheim sind im Museum KeltenKeller zahlreiche Originalfunde aus den Ausgrabungen zu besichtigen. Seit 1999 finden dort umfangreiche Ausgrabungen statt. Um die Lebensweise der Kelten zu demonstrieren, wurden vom Dünsberg-Verein ein Keltentor sowie weitere Bauwerke einer Keltenstadt errichtet.

## Verkehr und Wandern
Über die Nordostflanke des Dünsberges verläuft von Frankenbach vorbei an Fellingshausen nach Krofdorf-Gleiberg in Nordnordwest-Südsüdost-Richtung die Landesstraße 3047. Als höchster Berg der Gegend ist der Dünsberg beliebtes Ziel bei Radfahrern und Wanderern. Erwandern lässt er sich zum Beispiel auf einem asphaltierten Zufahrtsweg (gesperrt für den öffentlichen Straßenverkehr) und über mehrere Pfade und Wege.